# 카를루스 마네
카를루스 마누엘 카르도소 마네(포르투갈어: Carlos Manuel Cardoso Mané, 1994년 3월 11일 ~ )는 현재 튀르키예의 클럽 카이세리스포르에서 주로 오른쪽 미드필더로 뛰는 기니비사우의 프로 축구 선수이다.
그는 스포르팅 CP에서 선수 생활을 시작하여 93경기에 출전하여 14골을 넣었고 4번의 컵 트로피를 거머쥐었다. VfB 슈투트가르트와 1. FC 우니온 베를린에서 임대 생활을 하는 동안, 그는 2. 분데스리가에서 두 번 모두 승격을 이루었다.
마네는 포르투갈 국가대표로 73번의 국가대표 경기에 출전했고 2016년 하계 올림픽에 국가대표로 출전한 것을 포함하여 모든 청소년 레벨에서 16번의 득점을 기록했다. 2023년 9월, 그는 기니비사우 국가대표팀으로 충성을 전환했다.

## 구단 경력

### 스포르팅 CP
리스본에서 기니비사우 출신 부모 사이에서 태어난 마네는 9세의 나이에 지역 스포르팅 CP에 입단하였다. 2012년 12월 9일, 그는 2-2로 비긴 홈 경기에서 78분에 호르헤 출라와 교체 투입되어 CD 아베스와의 2부 리그 경기에 출전하며 성인 무대 데뷔 전을 치렀다. 정확히 한 달 후, 그는 같은 대회에서 2-1로 패한 CF 벨레넨스스와의 경기에서 프로 무대 첫 골을 기록하였다.
마네는 2013년 10월 5일, 4-0으로 이긴 비토리아 FC의 안방 경기에서 막판에 경기장에 들어가 프리메이라리가 첫 경기를 치렀다. 그의 대회 첫 골은 이듬해 2월 15일, 1-0으로 이긴 SC 올랴넨스와의 이스타디우 조제 알발라드 경기에서 선발 출전해 득점을 기록했다.
마네는 2014년 11월 25일, 3-1로 이긴 NK 마리보르와의 UEFA 챔피언스리그 안방 경기에서 선발 출전해 65분을 뛰며 3-1 승리를 이끌었다. 그는 타사 드 포르투갈에서 열린 결승전에서 6경기를 뛰며 팀의 승리를 이끌었고, 5라운드에서 FC 비젤라를 상대로 결승골을 넣었고, 준결승 1차전에서 CD 나시오날을 상대로 동점골을 넣었다.
2016년 8월 31일, 마네는 2018년 6월까지 VfB 슈투트가르트로 임대되었고, 독일 구단은 이적 가능성을 가지고 있다. 그의 첫 경기에서, 그는 4분동안 2골을 득점하였고, 4-0으로 이긴 SpVgg 그로이터 퓌르트와의 안방 경기에서 독일 프로 리그 데뷔 선수로서 새로운 기록을 세웠다. 그러나, MHP아레나에서의 그의 전체적인 활동은 부상으로 인해 크게 약화되었다.
마네는 2019년 1월 독일 2. 분데스리가로 복귀하여 영구 이적 옵션과 함께 6월까지 1. FC 우니온 베를린에 임대로 합류하였다. 일련의 사소한 신체적 문제에 발목이 잡혀 8경기를 뛰었고, 수도 소속 팀이 처음으로 분데스리가로 승격하면서 옵션을 행사하지 않았다.

### 히우 아브
2019년 7월 20일, 마네는 같은 리그의 히우 아브 FC와 3년 계약을 맺고 시즌 전 친선 경기에서 하프타임에 출전하며 스포르팅에서의 16년간의 선수 생활을 마감했다. 그는 8월 3일, 6-1로 이긴 타사 다 리가 1라운드 UD 올리베이라네스와의 안방 경기에서 가브리엘지뉴와 46분에 교체 투입되며 데뷔 전을 치렀다. 11월 21일, 그는 이스타디오 도스 아르코스에서 비토리아 데 세투발과의 경기에서 클럽에서의 첫 골을 기록했는데, 이 골은 그의 유일한 골이었다.
빌라두콘드에서의 두 번째 시즌, 마네는 6골로 팀의 득점왕을 차지했는데, 그 중 마지막 날에 CD 나시오날의 패배로 강등을 면했지만, 그들은 FC 아로카에게 플레이오프 패배를 당하며 추락했다.

### 카이세리스포르
2021년 8월 13일, 마네는 튀르키예의 카이세리스포르에 비공개 이적료로 입단했다.

## 국가대표팀 경력

### 포르투갈

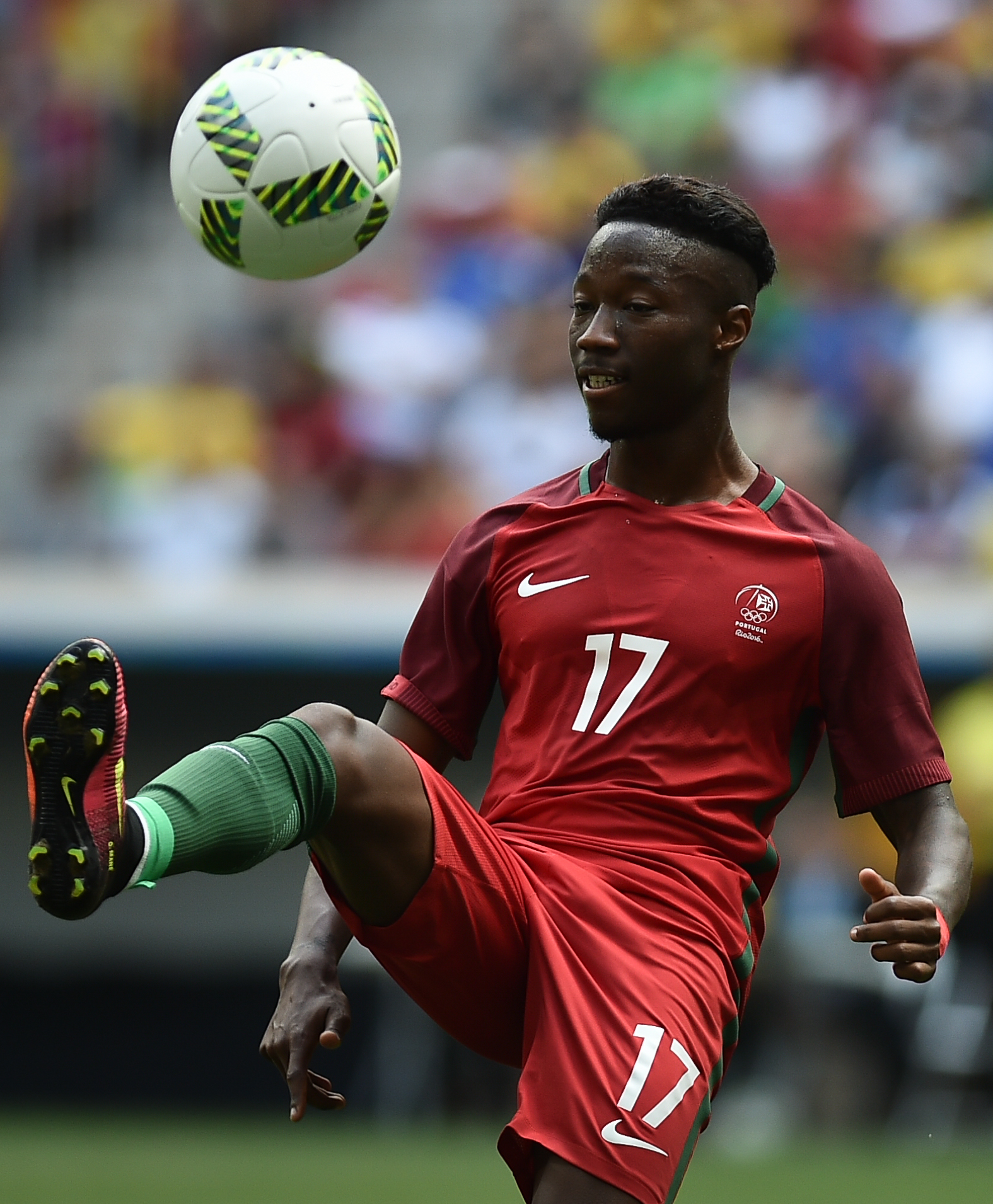
2016년 하계 올림픽 포르투갈 국가대표로 출전한 마네

15세 이하부터 포르투갈 국가대표팀을 대표하여 4강에 오른 마네는 2013년 UEFA 유럽 축구 선수권 대회의 19세 이하 대표팀의 일원이었다. 리투아니아에서 열린 대회에서 그는 개최국을 상대로 4-2로 이긴 경기에서 골을 넣었다.
마네는 브라질의 2016년 하계 올림픽에 참가하는 루이 호르헤의 U-23 대표팀에도 발탁되어, 2번의 선발 출전과 8강 진출에 성공했다.

### 기니비사우
2023년 9월 6일, 마네는 기니비사우 국가대표팀에 소집되어 2023년 아프리카 네이션스컵 예선 전을 치렀다. 그는 5일 후 시에라리온을 2-1로 이긴 경기에서 데뷔 전을 치렀고, 동료 데뷔 선수인 니토 고메스의 동점골을 어시스트했다.
2023년 12월, 그는 바시루 칸데가 선정한 2023년 아프리카 네이션스컵에 출전할 25명의 기니비사우 선수 명단에서 선발되었다.